# Mujeres de teatro
Mujeres de teatro (en inglés: Women of the Theatre) es una película musical mexicana de 1951 dirigida por René Cardona y protagonizada por Emilia Guiú, Rosita Fornés y María Victoria Cervantes.
La dirección artística de la película corrió a cargo de Francisco Marco Chillet.

## Elenco
- Emilia Guiú: Emilia
- Rosita Fornés: Rosita
- María Victoria Cervantes: María Victoria
- Armando Silvestre: Esteban
- Carlos Valadez: Leandro Rosas
- Jorge Mondragón: Curro
- Roberto Cobo: Jarocho
- Celia Viveros
- Pedro González Rojas
- Luis Arcaraz : Cómo el mismo
- Carmen Guillén: empleada del teatro
- Su Muy Key: bailarina
- Kiko Mendive
- Humberto Rodríguez: empleado del teatro
- Acela Vidaurri: empleada del teatro